# Ngororero (distrito)
Ngororero é um distrito (akarere) na Província do Oeste, Ruanda. Sua capital é a vila de Ngororero.

## Setores
O distrito de Ngororero é dividido em 13 setores (imirenge): Bwira, Gatumba, Hindiro, Kabaya, Kageyo, Kavumu, Matyazo, Muhanda, Muhororo, Ngororero, Nyange e Sovu.